# Skattebyrå
En skattebyrå är en skatteteknisk enhet av som är underställd Skatteverket i Finland. En skattebyrå omfattar en eller flera kommuner vars belägenhet och uppgifter bestäms av skatteverket. Skattebyråns huvudsakliga uppgift är verkställande av beskattningen.